# Suhîi Tașlîk, Vilșanka
Suhîi Tașlîk (în ucraineană Сухий Ташлик) este o comună în raionul Vilșanka, regiunea Kirovohrad, Ucraina, formată numai din satul de reședință.

## Demografie
Componența lingvistică a comunei Suhîi Tașlîk
     Ucraineană (95,29%)
     Rusă (2,41%)
     Română (1,2%)
     Alte limbi (0,1%)
Conform recensământului din 2001, majoritatea populației comunei Suhîi Tașlîk era vorbitoare de ucraineană (95,29%), existând în minoritate și vorbitori de rusă (2,41%) și română (1,2%).